# Eddie Guevara
Eddie Guevara (n. Esmeraldas, Ecuador; 2 de abril de 1990) es un futbolista ecuatoriano. Juega de defensa y su equipo actual es Deportivo Cuenca de la Serie A de Ecuador.

## Trayectoria
Empezó su carrera futbolística en el equipo oriental en el año 2008, el proceso de formativas lo hizo en su provincia natal, la sub-14, la sub-16, la sub-18 en el Club Nuevo Ecuador entre los años 2006 y 2009, también formó parte de la selección de fútbol de Esmeraldas entre 2006 y 2007. En 2008 llega a Sociedad Deportiva Aucas, que en ese entonces disputaba el torneo de Segunda Categoría.
Permaneció en Aucas durante cuatro temporadas para en 2012 ser transferido al Club Juventud Independiente de Tabacundo, también de la Segunda Categoría de Pichincha, al siguiente año regresó a Esmeraldas para jugar por el Rocafuerte Sporting Club en la etapa provincial, zonal, nacional y final, esa campaña fue campeón de la Segunda Categoría de Esmeraldas.
En 2014 da un gran salto en su carrera, llega al equipo de Serie A, Sociedad Deportivo Quito, ahí bajo el mando de Carlos Sevilla Dalgo tuvo su debut en el primer equipo en la máxima categoría del fútbol ecuatoriano el 24 de agosto de 2014, en el partido de la fecha 4 de la segunda etapa 2014 ante Barcelona Sporting Club, fue titular aquel partido que terminó en victoria torera por 1–3. Con el equipo chulla jugó hasta la temporada 2016.
En 2017 llega al equipo de Serie B, la Liga Deportiva Universitaria de Portoviejo, ahí marcó su primer gol en torneos nacionales, el 11 de junio de 2017 en la fecha 17 del campeonato, convirtió el gol del empate a los 40 minutos Mushuc Runa Sporting Club como local por 1–1. Fue ratificado para el 2018 en la capira.
En la temporada 2019 regresa a la Serie A con el equipo Técnico Universitario de Ambato, marcó en dos ocasiones por la LigaPro Banco Pichincha, ante Fuerza Amarilla y El Nacional, jugó en 14 partidos. También fue parte de algunos juegos de la Copa Ecuador. En 2020 continua con el rodillo rojo liderando el equipo como capitán.
El 3 de enero de 2022 fue anunciado como refuerzo del Club Sport Emelec. Tras finalizar su contrato con el club azul dejó la institución.
Fue contratado como refuerzo para la temporada 2023 por Mushuc Runa Sporting Club.
En 2024 regresó a Técnico Universitario, firmando por una temporada.

## Estadísticas

### Clubes
Actualizado al último partido jugado el 27 de julio de 2025.
| Club                            | Div.          | Temporada     | Liga  | Liga  | Copas nacionales | Copas nacionales | Copas internacionales | Copas internacionales | Total | Total |
| Club                            | Div.          | Temporada     | Part. | Goles | Part.            | Goles            | Part.                 | Goles                 | Part. | Goles |
| ------------------------------- | ------------- | ------------- | ----- | ----- | ---------------- | ---------------- | --------------------- | --------------------- | ----- | ----- |
| Aucas · Ecuador                 | 2.ª           | 2008          | 9     | 2     | Inexistentes     | Inexistentes     | Inexistentes          | Inexistentes          | 9     | 2     |
| Aucas · Ecuador                 | 2.ª           | 2009          | 17    | 0     | Inexistentes     | Inexistentes     | Inexistentes          | Inexistentes          | 17    | 0     |
| Aucas · Ecuador                 | 3.ª           | 2010          | 5     | 0     | Inexistentes     | Inexistentes     | Inexistentes          | Inexistentes          | 5     | 0     |
| Aucas · Ecuador                 | 3.ª           | 2011          | 7     | 0     | Inexistentes     | Inexistentes     | Inexistentes          | Inexistentes          | 7     | 0     |
| Aucas · Ecuador                 | Total club    | Total club    | 38    | 2     | 0                | 0                | 0                     | 0                     | 38    | 2     |
| JIT · Ecuador                   | 3.ª           | 2012          | 18    | 2     | Inexistentes     | Inexistentes     | Inexistentes          | Inexistentes          | 18    | 2     |
| JIT · Ecuador                   | Total club    | Total club    | 18    | 2     | 0                | 0                | 0                     | 0                     | 18    | 2     |
| Rocafuerte S. C. · Ecuador      | 3.ª           | 2013          | 20    | 3     | Inexistentes     | Inexistentes     | Inexistentes          | Inexistentes          | 20    | 3     |
| Rocafuerte S. C. · Ecuador      | Total club    | Total club    | 20    | 3     | 0                | 0                | 0                     | 0                     | 20    | 3     |
| Deportivo Quito · Ecuador       | 1.ª           | 2014          | 6     | 0     | Inexistentes     | Inexistentes     | Inexistentes          | Inexistentes          | 6     | 0     |
| Deportivo Quito · Ecuador       | 1.ª           | 2015          | 7     | 0     | Inexistentes     | Inexistentes     | Inexistentes          | Inexistentes          | 7     | 0     |
| Deportivo Quito · Ecuador       | 2.ª           | 2016          | 26    | 0     | Inexistentes     | Inexistentes     | Inexistentes          | Inexistentes          | 26    | 0     |
| Deportivo Quito · Ecuador       | Total club    | Total club    | 39    | 0     | 0                | 0                | 0                     | 0                     | 39    | 0     |
| Liga de Portoviejo · Ecuador    | 2.ª           | 2017          | 20    | 1     | Inexistentes     | Inexistentes     | Inexistentes          | Inexistentes          | 20    | 1     |
| Liga de Portoviejo · Ecuador    | 2.ª           | 2018          | 23    | 0     | Inexistentes     | Inexistentes     | Inexistentes          | Inexistentes          | 23    | 0     |
| Liga de Portoviejo · Ecuador    | Total club    | Total club    | 43    | 1     | 0                | 0                | 0                     | 0                     | 43    | 1     |
| Técnico Universitario · Ecuador | 1.ª           | 2019          | 14    | 2     | 4                | 0                | Inexistentes          | Inexistentes          | 18    | 2     |
| Técnico Universitario · Ecuador | 1.ª           | 2020          | 30    | 1     | —                | —                | Inexistentes          | Inexistentes          | 30    | 1     |
| Técnico Universitario · Ecuador | 1.ª           | 2021          | 30    | 0     | —                | —                | Inexistentes          | Inexistentes          | 30    | 0     |
| C. S. Emelec · Ecuador          | 1.ª           | 2022          | 21    | 2     | 2                | 0                | 8                     | 0                     | 31    | 2     |
| C. S. Emelec · Ecuador          | Total club    | Total club    | 21    | 2     | 2                | 0                | 8                     | 0                     | 31    | 2     |
| Mushuc Runa · Ecuador           | 1.ª           | 2023          | 20    | 0     | 0                | 0                | —                     | —                     | 20    | 0     |
| Mushuc Runa · Ecuador           | Total club    | Total club    | 20    | 0     | 0                | 0                | 0                     | 0                     | 20    | 0     |
| Técnico Universitario · Ecuador | 1.ª           | 2024          | 3     | 0     | 0                | 0                | 1                     | 0                     | 4     | 0     |
| Técnico Universitario · Ecuador | Total club    | Total club    | 77    | 3     | 4                | 0                | 1                     | 0                     | 82    | 3     |
| Deportivo Cuenca · Ecuador      | 1.ª           | 2024          | 13    | 0     | 1                | 0                | —                     | —                     | 14    | 0     |
| Deportivo Cuenca · Ecuador      | 1.ª           | 2025          | 14    | 0     | 0                | 0                | —                     | —                     | 14    | 0     |
| Deportivo Cuenca · Ecuador      | Total club    | Total club    | 27    | 0     | 1                | 0                | 0                     | 0                     | 28    | 0     |
| Total carrera                   | Total carrera | Total carrera | 303   | 13    | 7                | 0                | 9                     | 0                     | 319   | 13    |
| 1. 2.                           |               |               |       |       |                  |                  |                       |                       |       |       |

### Participaciones internacionales
| Torneo                 | Club         | Resultado        |
| ---------------------- | ------------ | ---------------- |
| Copa Libertadores 2022 | C. S. Emelec | Octavos de final |